# Тетлега (река)
Тетлега (укр. Тетлега, Тетліга) — река в Чугуевском районе Харьковской области Украины, правый приток Северского Донца (бассейн Дона), на месте впадения находится посёлок Кочеток. Протекает через сёла Зарожное, Тетлега. Длина реки 16 км. Уклон реки 3,7 м/км. Площадь водосборного бассейна 77,8 км².

## История
Упоминается в Книге Большому чертежу (1627 год): А ниже Бабки, с версту, пала в Донец речка Тетлега. А ниже Тетлеги на Донцу Чюгуево городище, а от Тетлеги версты с 4.